# Piesarthrius frenchi
Piesarthrius frenchi là một loài bọ cánh cứng trong họ Cerambycidae.